# Giuditta Turini
Pour les articles homonymes, voir Turini.
Giuditta Turini, née le 22 août 1989 à Ivrée, est une coureuse de fond italienne spécialisée en ultra-trail et en skyrunning. Elle est championne du monde d'Ultra SkyMarathon 2022.

## Biographie
Pratiquant le snowboard, Giuditta Turini fait ses débuts en course à pied en 2017 après un pari avec son père. Elle s'inscrit à l'édition inaugurale du Tot Dret de 134 kilomètres et pour s'y préparer, participe au Monterosa Walser Trail de 50 kilomètres deux mois auparavant où elle se classe deuxième. Elle remporte la victoire conjointement avec Tatiana Locatelli au Tot Dret dans des conditions dantesques.
Le 3 septembre 2020, elle s'élance sur le SwissPeaks 170 et profite de l'abandon de la favorite Manon Bohard pour s'offrir la victoire. Le 17 octobre, elle participe aux championnats d'Italie de trail long courus dans le cadre de l'Ultra Trail Lago d'Orta. Elle s'y classe deuxième à dix minutes derrière Julie Kessler. Cette dernière n'étant pas licenciée à la Fédération italienne d'athlétisme, Giuditta Turini remporte le titre.
Elle se révèle sur la scène internationale en 2021. Le 15 mai, elle défend avec succès son titre de championne d'Italie de trail long en terminant troisième du trail Le Porte di Pietra derrière la Française Camille Bruyas et l'Américaine Katie Schide. Le 25 juin, elle s'élance sur le 90km du Mont-Blanc et court aux côtés de la Russe Ekaterina Mityaeva tandis que l'Américaine Hillary Gerardi file en tête vers la victoire. Giuditta Turini parvient à se défaire de la Russe et s'offre la deuxième place quinze minutes derrière l'Américaine. Le 10 juillet, elle prend part à l'épreuve d'Ultra SkyMarathon des championnats du monde de skyrunning à La Vall de Boí. Tandis que les Espagnoles mènent les débats avec Maite Maiora et Gemma Arenas en tête, Giuditta Turini parvient à remonter derrière le duo de tête et s'offre la médaille de bronze. Deux semaines plus tard, elle s'élance comme favorite sur l'Orobie SkyRaid. Elle assume son rôle et s'envole en tête pour remporter la victoire au terme d'une course en solitaire en 8 h 36 min 11 s. Elle devance de plus de quarante minutes sa plus proche poursuivante. Le 24 août, elle prend le départ de la TDS. Elle voit dans un premier temps la Russe Ekaterina Mityaeva mener la course devant la Française Manon Bohard. Tandis que cette dernière prend la tête pour aller remporter la victoire, la Russe finit par lever le pied, permettant à Giuditta Turini de récupérer la deuxième place à une heure derrière la Française.
Le 10 septembre 2022, elle s'élance sur l'Ultra SkyMarathon des championnats du monde de skyrunning à Riale. Elle prend les commandes de la course, suivie de près par les Espagnoles Gemma Arenas et Sandra Sevillano. Elle parvient à se détacher en tête et remporte le titre en terminant avec un quart d'heure d'avance sur le duo espagnol.

## Palmarès
| no  | féminin            | Course                                                  | Longueur | Départ            | Temps            |
| --- | ------------------ | ------------------------------------------------------- | -------- | ----------------- | ---------------- |
| 4e  | Médaille d'or      | Tor des Géants - Tot Dret                               | 134 km   | 13 septembre 2017 | 28 h 51 min 0 s  |
| 15e | Médaille d'or      | Sellaronda Ultra Trail                                  | 60 km    | 13 juillet 2019   | 7 h 47 min 35 s  |
| 11e | Médaille d'or      | SwissPeaks 170                                          | 167 km   | 3 septembre 2020  | 34 h 36 min 2 s  |
| 27e | Médaille d'or      | Championnats d'Italie de trail long                     | 56 km    | 17 octobre 2020   | 6 h 44 min 48 s  |
| 30e | Médaille d'or      | Championnats d'Italie de trail long                     | 72 km    | 15 mai 2021       | 8 h 28 min 10 s  |
| 22e | Médaille d'argent  | 90km du Mont-Blanc                                      | 84 km    | 25 juin 2021      | 12 h 13 min 26 s |
| 17e | Médaille de bronze | Championnats du monde de skyrunning - Ultra SkyMarathon | 68 km    | 10 juillet 2021   | 9 h 56 min 43 s  |
| 14e | Médaille d'or      | Orobie SkyRaid                                          | 54 km    | 24 juillet 2021   | 8 h 36 min 11 s  |
| 37e | Médaille d'argent  | TDS                                                     | 150 km   | 24 août 2021      | 24 h 11 min 25 s |
| 21e | 5e                 | Championnats d'Europe de skyrunning - Ultra SkyMarathon | 65 km    | 19 novembre 2021  | 11 h 24 min 26 s |
| 17e | Médaille d'or      | Championnats du monde de skyrunning - Ultra SkyMarathon | 56,2 km  | 10 septembre 2022 | 6 h 49 min 35 s  |
| 8e  | Médaille d'or      | Monte Rosa SkyMarathon                                  | 35 km    | 16 juin 2024      | 6 h 13 min 1 s   |
| 36e | Médaille d'argent  | Lavaredo Ultra Trail                                    | 120 km   | 28 juin 2024      | 15 h 19 min 3 s  |
| 13e | Médaille d'or      | Restonica Trail                                         | 56 km    | 5 juillet 2025    | 7 h 44 min 32 s  |